# Gustav Almgren
Gustav Adolf "Gösta" Almgren (ur. 6 listopada 1906 w Vänersborgu, zm. 31 sierpnia 1936 w Göteborgu) – szwedzki szpadzista, srebrny medalista igrzysk olimpijskich i mistrzostw świata.
Na igrzyskach olimpijskich w Berlinie w 1936 roku Szwedzi w składzie: Hans Granfelt, Sven Thofelt, Gustav Almgren, Gustaf Dyrssen, Hans Drakenberg i Birger Cederin zdobyli srebrny medal w turnieju szpady drużynowej. Był to jego jedyny start olimpijski.
Podczas mistrzostw świata w Lozannie w 1935 roku (oficjalnie imprezy tego cyklu rozgrywane są pod tą nazwą od 1937) Gustav Almgren, Hans Drakenberg, Gustaf Dyrssen, Carl Gripenstedt, Bertil Uggla i Carl Johan Wachtmeister zdobyli srebrny medal w turnieju drużynowym.